# AMCU (камуфляж)
Камуфляж AMCU (англ. Australian Multicam Camouflage Uniform (AMCU), дослівно — австралійська камуфляжна форма Multicam) — деформаційний військовий камуфляж Збройних сил Австралії, що використовується з 2014 року. Камуфляж AMCU було прийнято на заміну старих армійських камуфляжів DPCU та AMP-OCU.
Камуфляж AMCU використовує базовий малюнок комерційного камуфляжу MultiCam американської компанії Crye Precision із колірною палітрою на основі старого австралійського камуфляжу DPCU. AMCU стала офіційною формою австралійської армії наприкінці 2019 року, а випуск DPCU остаточно припинено у 2021 році.

## Попередники

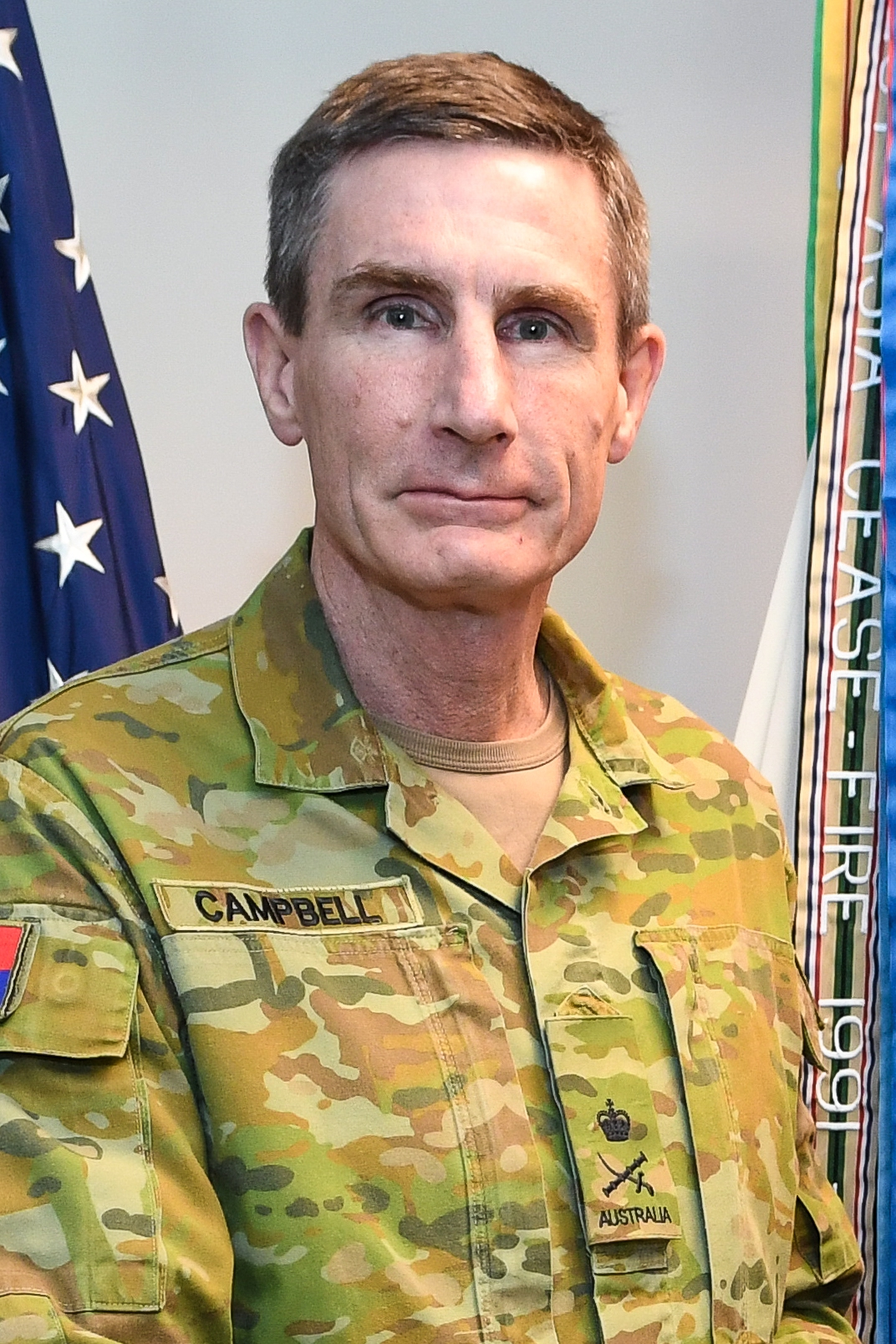
Генерал-лейтенант Ангус Кембелл, очільник ЗС Австралії в однострої з камуфляжем Australian Multicam

У 2001 році для операцій підрозділів австралійських збройних сил в Афганістані було розроблено пустельну версію камуфляж DPDU (Disrupted Pattern Desert Uniform). Початковий шаблон DPDU був 3-колірним візерунком, який терміново розробили за шість тижнів і виготовили за три дні. DPDU виявився занадто світлим і колірна палітра була покращена в наступних двох 5-колірних версіях камуфляжу.
У грудні 2009 року спеціальна група спецоперацій (SOTG), що брала участь у бойових діях в Афганістані в рамках операції Slipper, протестувала однострої з комерційним камуфляжем MultiCam, які використовували спецпідрозділи Сполучених Штатів та Британії й рекомендувала прийняти однострої Crye Precision Combat Uniform (CPCU) американської компанії Crye Precision як стандартну форму для австралійських збройних сил. Випробування показало, що уніформа CPCU забезпечувала краще маскування в урбаністичних, пустельних і високогірних ландшафтах Афганістану порівняно з поточним камуфляжем DPDU і була кращою з погляду функціональності та ергономіки. У листопаді 2010 року було оголошено, що однострої з камуфляжем CPCU буде видано австралійським бійцям в Афганістані для використання протягом одного року випробування. Було зроблено термінове замовлення на виробництво камуфляжних одностроїв у американського виробника Crye Precision.
У травні 2011 року організація матеріального забезпечення Міністерства оборони Австралії (Defense Materiel Organisation) заплатила Crye Precision 3,1 мільйона доларів США за розробку австралійської версії камуфляжу — Australian Multicam Pattern (AMP) та придбала у Crye виключну ліцензію на виробництво одностроїв в Австралії за 4,7 мільйона доларів США. У 2012 році був випущений однострій австралійського виробництва «Australian Multicam Pattern — Operational Combat Uniform» (AMP-OCU) на основі форми G3 від Crye Precision, виготовлений з більш міцної тканини та з унікальним австралійським камуфляжним візерунком, який було обрано з трьох тестових зразків. Однострій виготовила Pacific Brands WorkWear Group з використанням камуфляжної тканини виробництва Bruck Textiles.

## Розробка і впровадження

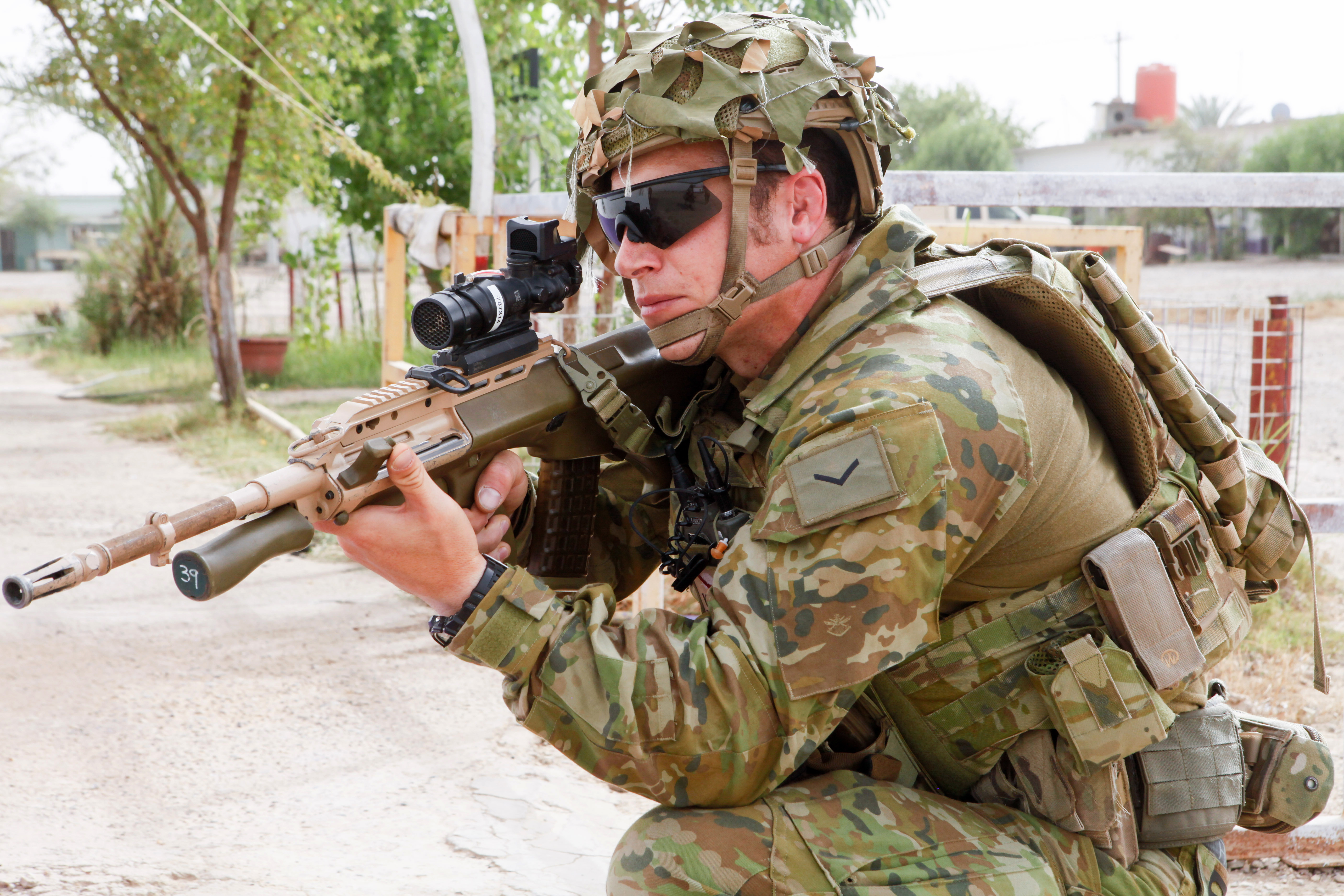
Австралійський солдат в камуфляжі AMCU в Іраку в червні 2016 року

Камуфляж AMCU було розроблено у 2013 році на замовлення Міністерства оборони Австралії для типів місцевості, характерних для Австралії та сусідніх з нею регіонів. Зразок камуфляжу було випробувано в північній Австралії в умовах степових, лісистих, пустельних та чагарникових (буш) ландшафтів і зроблено висновок, що він працює по одних показниках так само добре, а по інших — краще, ніж камуфляжі DPCU та AMP-OCU. Колірна палітра AMCU містить шість кольорів — п'ять кольорів, що використовувались в камуфляжі DPCU та додатковий колір для покращення маскувальних властивостей удень.
Однострої з камуфляжем AMCU виготовляється компанією Australian Defense Apparel (ADA) з використанням камуфляжної тканини виробництва Bruck Textiles і має два варіанти — польову форму та бойову форму. У жовтні 2014 року перша дослідна партія одностроїв з камуфляжем AMCU була надана 3-й бригаді Збройних сил Австралії. Після цього було внесено низку незначних змін до дизайну, а остаточне впровадження проекту почалося в січні 2016 року.
Запровадження AMCU збіглося з впровадженням бойового комплекту солдата (Soldier Combat Ensemble, SCE), який випускається з камуфляжем AMCU і складається з п'яти елементів: балістичного лазерного захисту очей (BLOPS), багаторівневого бойового шолома (TCE), бойового захисту слуху (CHP), розгрузки (LCE) і захисних елементів (PE).
Однострої з камуфляжем AMCU стали офіційною формою австралійської армії наприкінці 2019 року, а випуск камуфляжу DPCU остаточно припинено у 2021 році.

## Подібні камуфляжні візерунки
Схожі на AMCU камуфляжні візерунки включають камуфляж Multi-Terrain Pattern британської армії, прийнятий у 2010 році, за декілька років до розробки, AMCU та камуфляж Operational Camouflage Pattern збройних сил США, прийнятий на рік пізніше.